# Verdrag van Constantinopel (1913)
Het Verdrag van Constantinopel werd op 29 september 1913 getekend door Bulgarije en het Ottomaanse Rijk. Dit verdrag was een van de twee verdragen die een einde maakten aan de Tweede Balkanoorlog.

## Achtergrond
De Tweede Balkanoorlog, die op 29 juni 1913 begon, resulteerde in minder dan twee maanden in de capitulatie van Bulgarije. Griekenland, Roemenië, Servië en Montenegro hebben vervolgens op 10 augustus het Verdrag van Boekarest met Bulgarije getekend, waarmee een einde kwam aan de oorlog tussen Bulgarije en deze landen. Bij dit verdrag waren echter niet alle strijdende partijen aanwezig geweest. Bulgarije verkeerde op dat moment ook in oorlog met het Ottomaanse Rijk. Het Ottomaanse rijk had tijdens de Tweede Balkanoorlog een deel van het gebied op Bulgarije weten te veroveren dat tijdens de Eerste Balkanoorlog verloren was gegaan. Na de capitulatie van Bulgarije voerde het Ottomaanse Rijk vredesonderhandelingen met Bulgarije die los stonden van de vredesonderhandelingen met de andere betrokken landen van de Tweede Balkanoorlog. Deze vredesonderhandelingen tussen Bulgarije en het Ottomaanse Rijk leidde op 29 september 1913 tot het Verdrag van Constantinopel.

## Het Verdrag
De inhoud van het verdrag was onder andere gericht op het officieel maken van de Ottomaanse veroveringen tijdens de Tweede Balkanoorlog. Dit resulteerde erin dat Bulgarije de Ottomaanse controle over de steden Edirne, Kırklareli Didymoteicho en het omringende gebied erkende. Ter compensatie van deze verliezen gaf het Ottomaanse Rijk de havenstad Alexandroupoli over aan Bulgarije. Daarnaast werd vastgelegd dat het grensgebied tussen beide landen zou worden gedemilitariseerd, en dat de politieke en economische relaties tussen beide landen heropend zouden worden.

## Nasleep
Ondanks dat het Ottomaanse Rijk en Bulgarije in zowel de Eerste als in de Tweede Balkanoorlog met elkaar in oorlog zijn geweest, werden beide landen twee jaar later bondgenoten. Beide landen zouden tijdens de Eerste Wereldoorlog deel uit maken van de centrale mogendheden, samen met het Duitse Rijk en Oostenrijk-Hongarije. Tijdens deze samenwerking heeft de Ottomaanse regering de stad Didymoteicho, een van de steden die Bulgarije met het Verdrag van Constantinopel had moeten afstaan, teruggegeven aan Bulgarije. Na de Eerste Wereldoorlog kwam deze stad in Griekse handen.